# Tibet
Il Tibet (/ˈtibet/; in tibetano: བོད་, bod, /pø/; in cinese 西藏S, XīzàngP), in passato riportato anche come Thibet, è una regione storico-geografica dell'Asia orientale, localizzata sull'omonimo altopiano, dal 1951 annessa dalla Cina, sebbene rivendichi una sua autonomia e indipendenza politica, infatti esiste un governo tibetano in esilio denominato Amministrazione centrale tibetana. Ha una popolazione di circa 3 180 000 abitanti, la città principale è Lhasa e, a causa dell'altitudine media di 4900 m s.l.m. è conosciuto anche come "terzo polo" o "tetto del mondo".
La storia propriamente conosciuta e documentabile del Tibet inizia nel 617 d.C; dopo secoli di autonomia arrivò a espandersi, comprendendo parti dell'attuale Cina; dal XIII secolo divenne uno stato vassallo dell'Impero mongolo (che comprendeva anche la Cina), poi - dal 1368 al 1644 - della dinastia cinese Ming e, per ultima, della dinastia cinese Qing dal 1644 al 1911 quando, con la fine dell'Impero cinese e la nascita della Repubblica di Cina, si autoproclamò indipendente. Nel 1949, al termine della guerra civile - in seguito alla quale il governo della Repubblica di Cina dovette ritirarsi nell'isola di Taiwan insieme a milioni di profughi - venne proclamata la Repubblica Popolare Cinese, che procedette alla rioccupazione del Tibet nel 1949-1950. La quasi totalità del territorio tibetano è ora parte della Repubblica Popolare Cinese, mentre una piccola parte sud-occidentale, il Ladakh, è una regione indiana.

## Definizioni ed estensione

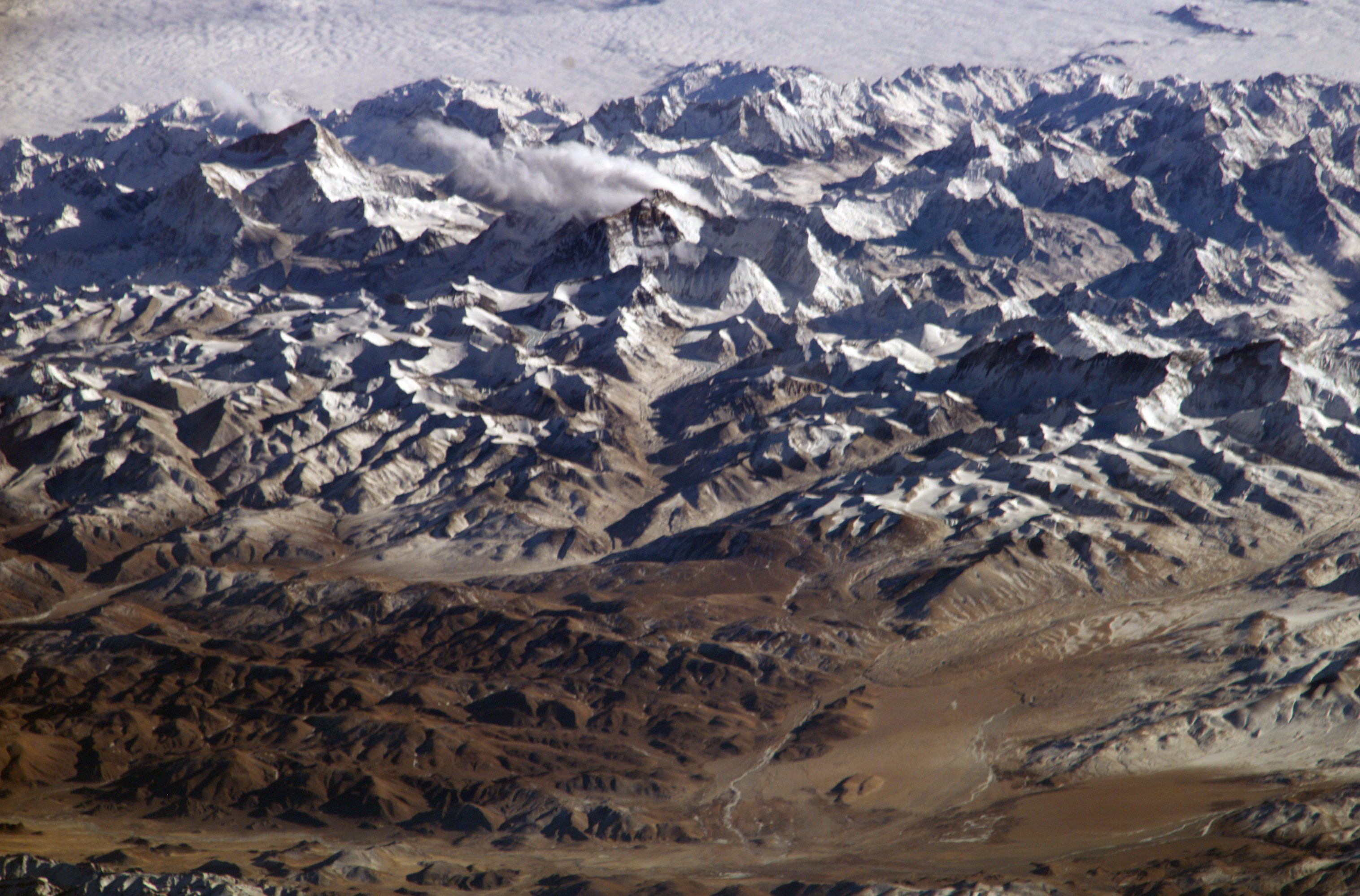
Foto dell'altopiano del Tibet (in primo piano) e dell'Himalaya (sullo sfondo) presa dalla Stazione spaziale internazionale.

Il Tibet non ha una definizione univoca: per il Governo tibetano in esilio, il Tibet è la larga zona sotto l'influenza culturale tibetana per parecchi secoli, comprese le province tradizionali di Amdo, Kham (Khams) e Ü-Tsang (dBus-gTsang), ma esclusa la zona sotto l'influenza culturale del Tibet storico all'esterno della Repubblica Popolare Cinese comprendente Arunachal Pradesh, Sikkim, Bhutan e Ladakh, area reclamata soltanto da qualche gruppo tibetano. L'area ha un'estensione di 2,5 milioni di chilometri quadrati, un quarto dell'intera Cina, ed ospita 6 milioni di tibetani; per la Repubblica Popolare Cinese, il Tibet è la Regione Autonoma del Tibet, reclamando anche il territorio dell'Arunachal Pradesh come appartenente alla stessa. Alcuni cinesi reclamano anche Sikkim, Bhutan e Ladakh alla Regione Autonoma del Tibet. La Regione Autonoma copre solo l'Ü-Tsang e il Kham occidentale, mentre l'Amdo e il Kham orientale appartengono alle province cinesi di Qinghai, Gansu, Yunnan e Sichuan. L'area ha un'estensione di 1,2 milioni di chilometri quadrati, meno della metà della suddetta area culturale rivendicata dal governo in esilio, ed ospita meno di 3 milioni di tibetani.
| \| \| \| \| \| \| \| "Grande Tibet" reclamato dai gruppi di tibetani in esilio \| \| \| \| \| \| \| \| Area Autonoma del Tibet, designata dalla Cina \| \| \| \| \| \| \| \| Regione Autonoma del Tibet, all'interno della Cina \| \| \| \| \| \| \| \| Controllato dalla Cina e riventicato dall'India come parte dell'Aksai Chin \| \| \| \| \| \| \| \| Controllato dall'India, parti reclamate dalla Cina come Tibet del Sud \| \| \| \| \| \| \| \| Altre aree storicamente sotto la sfera culturale tibetana \| |  |  |  |  |  |                                                                            |
| |  |  |  |  |  | "Grande Tibet" reclamato dai gruppi di tibetani in esilio                  |
| |  |  |  |  |  | Area Autonoma del Tibet, designata dalla Cina                              |
| |  |  |  |  |  | Regione Autonoma del Tibet, all'interno della Cina                         |
| |  |  |  |  |  | Controllato dalla Cina e riventicato dall'India come parte dell'Aksai Chin |
| |  |  |  |  |  | Controllato dall'India, parti reclamate dalla Cina come Tibet del Sud      |
| |  |  |  |  |  | Altre aree storicamente sotto la sfera culturale tibetana                  |

## Geografia
Il Tibet è situato sull'omonimo altopiano (detto anche Plateau tibetano) ad un'altitudine media di circa 4 900 metri, l'altopiano più alto al mondo. La sua montagna più alta è l'Everest che con i suoi 8 849 metri è la montagna più alta del pianeta e fa parte della catena dell'Himalaya compresa per gran parte nel territorio tibetano.

### Regioni

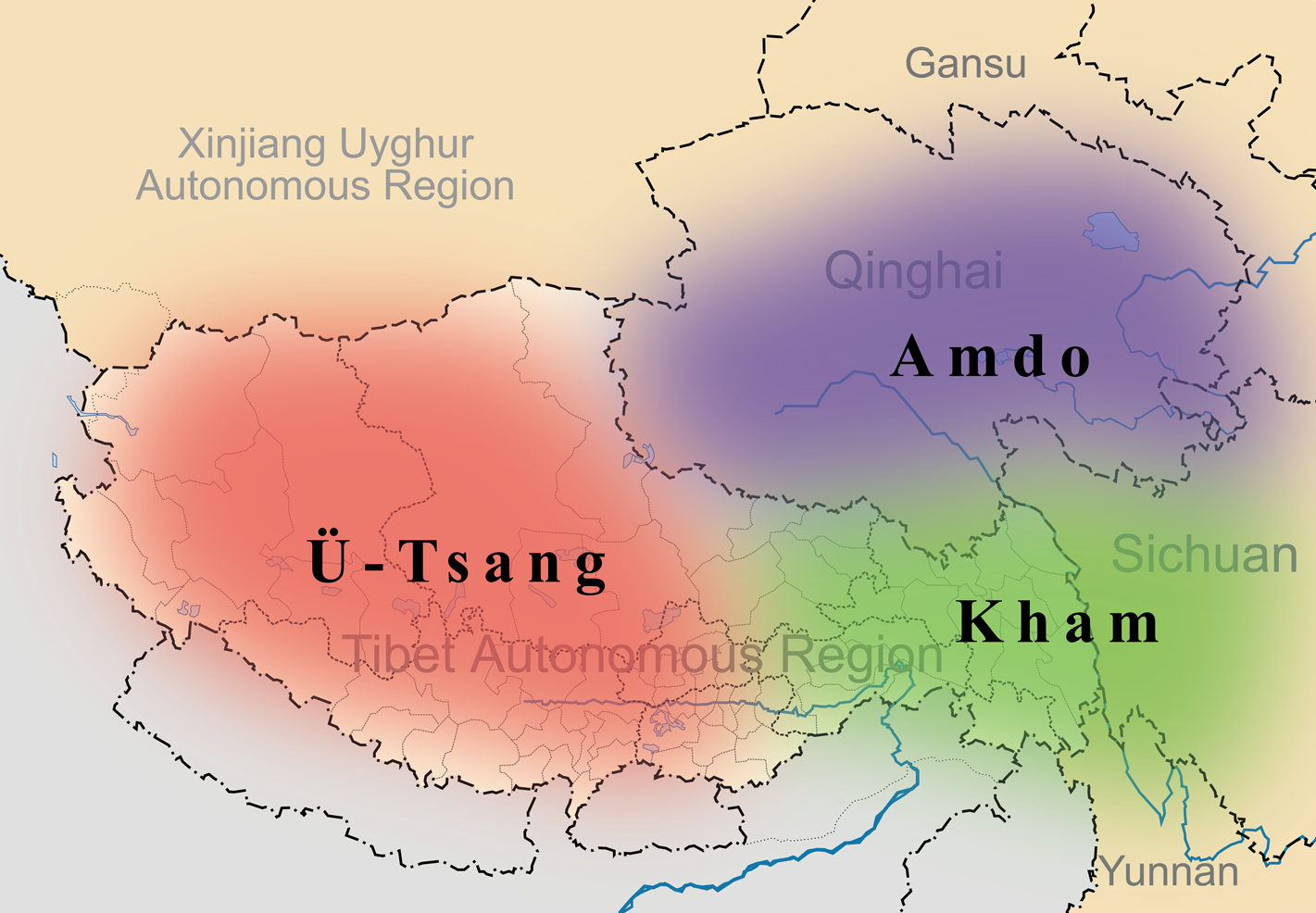
Province del Tibet

Il Tibet era storicamente composto da diverse regioni:
- Amdo (a'mdo) nel nord-est, appartiene alle province cinesi di Qinghai, Gansu e Sichuan,
- Kham (khams) nell'est, parte delle province cinesi del Sichuan, nord Yunnan e parte del Qinghai,
- Kham occidentale, parte della Regione Autonoma del Tibet,
- Ü (dbus), nel centro, parte della Regione Autonoma del Tibet,
- Tsang (gtsang) nell'ovest, parte della Regione Autonoma del Tibet.

### Città

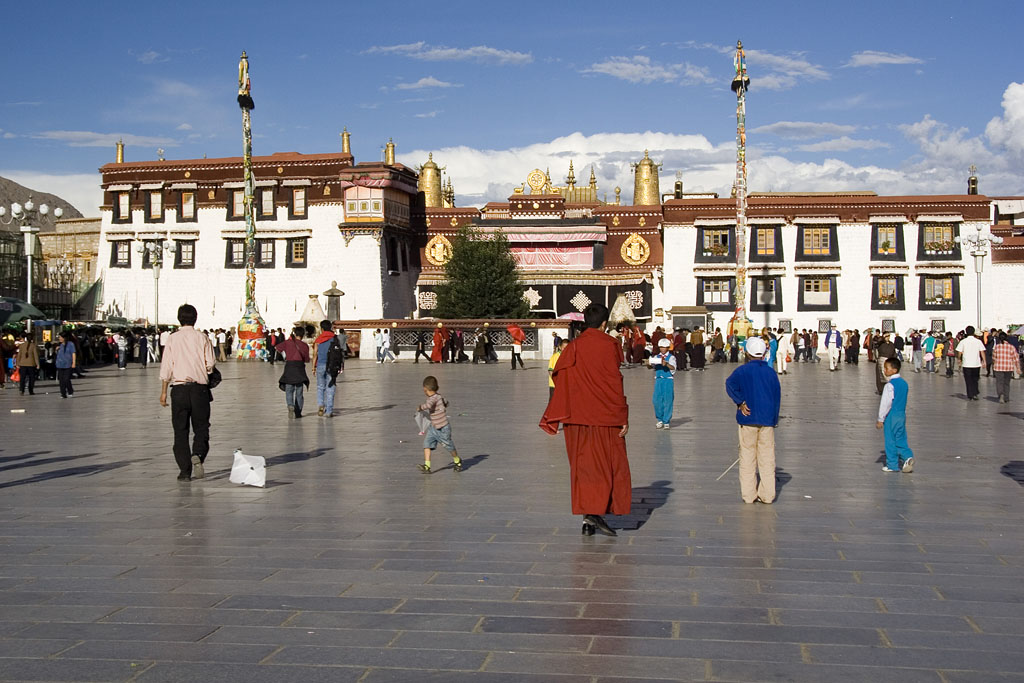
Piazza del Barkhor, Lhasa

Lhasa è la capitale tradizionale del Tibet e ora costituisce la capitale della Regione Autonoma del Tibet
Altre città tibetane sono:
- Shigatse (gZhis-ka-rtse),
- Gyantse (rGyang-rtse),
- Chamdo (Chab-mdo),
- Nagchu (Nag-chu),
- Nyingchi (Nying-khri),
- Nêdong (sNe-gdong),
- Dartsendo (Dar-btsen-mdo),

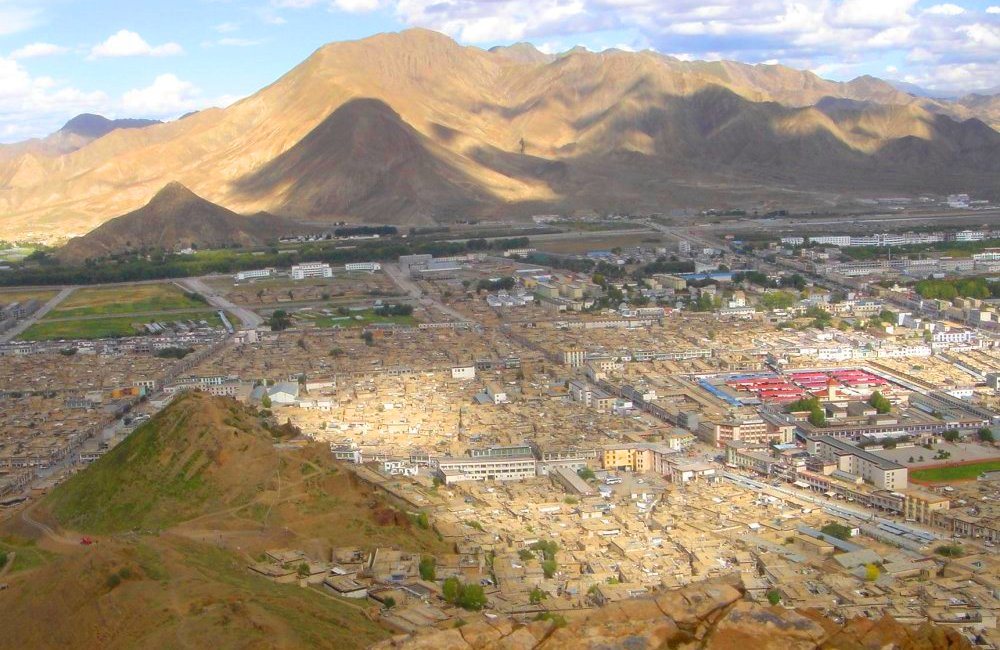
Shigatse

- Jyekundo (sKyes-rgu-mdo) o Yushu (Yul-shul),
- Golmud (Na-gor-mo),
- Barkam ('Bar-khams),
- Gartse (dKar-mdzes),
- Lhatse (lHa-tse),
- Machen (rMa-chen),
- Pelbar (dPal-'bar),
- Sakya (Sa-skya),
- Tingri (Ding-ri).

### Etnie

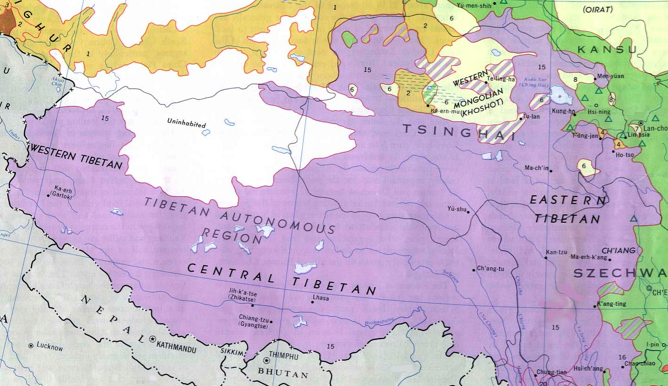
Gruppi Etnolinguistici del Tibet, 1967 (Guarda la carta intera, con legenda)

Storicamente la popolazione del Tibet è costituita primariamente da tibetani. Altri gruppi etnici includono i monpa, lhoba, mongoli e hui. Il Governo tibetano in esilio stima che vi siano 7,5 milioni di non tibetani introdotti dal governo cinese per nazionalizzare la regione, contro 6 milioni di tibetani, e ritiene che la recente apertura della ferrovia del Qingzang, che collega Lhasa con Pechino in 40 ore, faciliterà l'afflusso di persone da altre province cinesi. Secondo il Governo cinese, la Regione Autonoma del Tibet è abitata al 92% da Tibetani, mentre nelle altre zone del Tibet storico appartenenti ad altre province cinesi la percentuale è più bassa.

## Storia

### Le origini

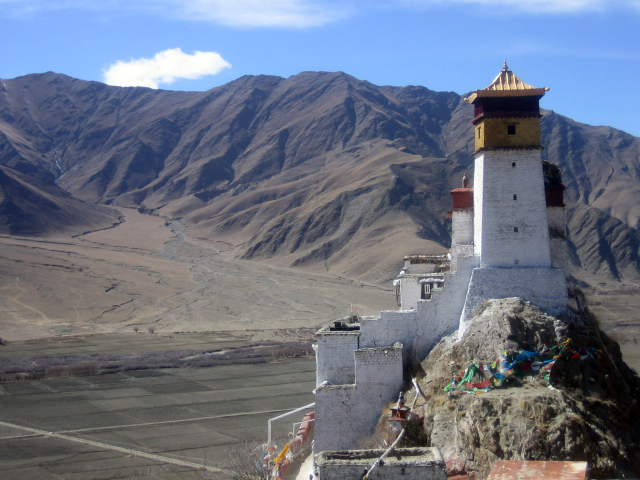
Il castello-monastero di Yumbulakhang

Esistono poche testimonianze sulle origini del Tibet, si sa però che inizialmente era popolato da pastori nomadi provenienti dall'Asia centrale. La storia del paese prima del VII secolo si affida alla tradizione orale del suo popolo, visto che non era ancora stata introdotta la scrittura, e si fonde spesso con elementi mitologici.
Una delle leggende più popolari narra che Avalokiteśvara, il Bodhisattva della Compassione, incarnatosi in una scimmia, fecondò un demone che aveva assunto le sembianze di un'orchessa, e dalla loro unione nacquero i sei capostipiti delle principali tribù tibetane.
Secondo un'altra di tali tradizioni mitologiche, l'immortale sovrano Nyatri Tsenpo fondò nel 173 a.C. la dinastia Yarlung, nella valle dell'omonimo fiume Yarlung situata nel Tibet meridionale, e tornò in cielo usando la stessa corda magica da cui si era calato, lasciando il regno al suo successore. La data dell'insediamento al trono di Nyatri Tsenpo viene celebrata come l'inizio del calendario tibetano. In quel periodo la religione praticata era il Bön, allora nella sua prima fase legata allo sciamanesimo. Di quel periodo si può ancora ammirare il castello-monastero di Yumbulakhang, nei pressi di Tsedang.

### L'impero tibetano ed il suo declino

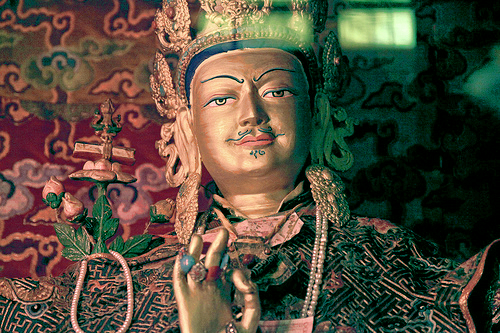
Trisong Detsen

Songtsen Gampo, 33° sovrano della dinastia Yarlung, viene considerato il vero fondatore della nazione tibetana. È colui che unificò tutti i territori dell'omonimo altopiano e fondò l'impero tibetano. Malgrado i riferimenti storici che lo riguardano siano confusi e contraddittori, sono i primi che hanno basi scritte e godono di una discreta attendibilità. Nato nel 608 d.C., trasferì la capitale a Lhasa, introdusse per primo la religione buddhista e la scrittura tibetana, fece inoltre costruire il Jokhang, primo tempio buddhista in Tibet.
Sotto il regno di Trisong Detsen, con l'arrivo del monaco indiano Padmasambhava, il buddhismo in Tibet, con l'introduzione delle tecniche tantra, si distinse da quelli praticati negli altri paesi e diventò religione di Stato. Venne fondata la prima scuola del buddhismo tibetano, quella Nyingma, che significa antico, e nel 770 venne costruito il primo monastero lamaista del Tibet, quello di Samye. L'impero continuò il suo periodo aureo fino alla morte nell'836 del sovrano Ralpacan, considerato il terzo dei cosiddetti re del Dharma per il suo contributo alla diffusione del buddhismo, e firmatario di un trattato di pace con la Cina nell'822 che segnava i confini storici fra i due stati.
Ralpacan fu ucciso dal fratello Langdarma, che ne prese il trono sobillato dalla nobiltà Bön ancora molto influente e compì persecuzioni contro il buddhismo, allontanando tutti i monaci da Lhasa. Dopo il suo assassinio, avvenuto nell'842 ad opera di un lama travestito, l'impero si sgretolò in tanti piccoli regni perennemente in lotta tra loro e cominciò un periodo buio per il Tibet.

### La rinascita del buddhismo

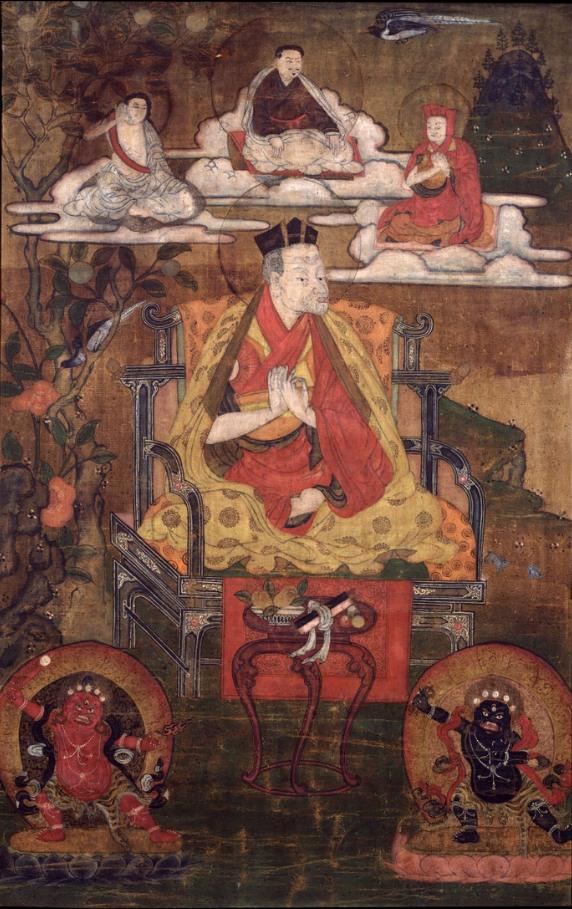
Karmapa

Nel periodo successivo Lhasa perse il suo ruolo di capitale politica e spirituale ed il lamaismo sopravvisse nel regno tibetano occidentale di Ngari, creato dagli esiliati successori degli Yarlung, e nei monasteri delle regioni orientali del Kham e dell'Amdo.
Verso la metà dell'XI secolo, grazie al sovrano di Ngari, assieme al grande maestro indiano Atisha arrivarono nel Tibet occidentale una serie di guru e saggi che diffusero di nuovo il buddhismo nel paese; alla rinascita spirituale che si diffuse anche nelle altre aree dell'altopiano, fece eco un nuovo fermento nel campo delle arti, specialmente nella letteratura con la traduzione e lo sviluppo dei concetti espressi nei testi sacri del buddhismo indiano.
A cavallo tra l'XI ed il XII secolo nacquero due delle quattro più importanti scuole del lamaismo: nel 1072, grazie all'opera del monaco Sachen Kunga Nyingpo, venne fondata la scuola dei Sakya, e qualche decennio dopo il lama Gampopa istituì quella dei Kagyu, i cui insegnamenti si ramificheranno in diverse "sotto-scuole", tra le quali quella dei Karmapa e degli Shamarpa. Tutti questi lignaggi, chiamati sarma, termine che significa nuova trasmissione, erano destinati a giocare un ruolo importante nella vita politica dei secoli successivi, è in questo periodo che il legame tra il potere religioso e quello politico in Tibet diventa indissolubile.

### La dominazione mongola e cinese
Nel XIII secolo, dopo la calata delle orde mongole di Gengis Khan, il paese diventò protettorato dell'Impero mongolo e venne riunificato. Quando il nuovo sovrano dei mongoli Kublai Khan diventò imperatore della Cina nel 1271, fondando la dinastia Yuan, nacque la secolare rivendicazione cinese della sovranità sul Tibet. I Sakyapa convertirono l'imperatore al lamaismo, che diventò religione di Stato dell'impero, ed ottennero il titolo di precettori imperiali e governanti del Tibet.
Con il declino dei mongoli il Tibet si emancipò dalla loro influenza nel 1358, pur restando sotto il protettorato della nuova dinastia Ming cinese, quando il controllo del paese passò dai Sakyapa ai Kagyupa del ramo Phagdru, insediati nella valle meridionale dello Yarlung.
Nel 1391, nacque Gedun Khapa, che venne definito la reincarnazione di Avalokiteśvara, il Bodhisattva della Compassione buddhista, e sarebbe stato insignito con il titolo postumo di primo Dalai Lama.

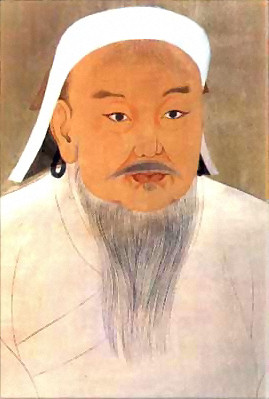
Gengis Khan, simbolo della dominazione mongola

I conflitti interni fra i vari regni e le scuole buddhiste ad essi associate fecero ritornare il Tibet nella sfera d'influenza dei mongoli. La fondazione dell'ultima grande scuola del buddhismo tibetano, quella dei Gelugpa, avvenne agli inizi del XV secolo, e l'impersonificazione politico-religiosa più alta che tale scuola tuttora esprime è quella del Dalai Lama, che assieme ai Gelugpa acquisì un'importanza sempre maggiore nel panorama politico tibetano.
Le lotte intestine dei Kagyu, ora insediatisi a Shigatse nello Tsang, la parte occidentale della valle dello Yarlung, portarono ad un nuovo frazionamento del Tibet, permettendo ai Gelug di prendere il controllo di Lhasa. Agli inizi del XVI secolo i Gelug ed i Kagyu cominciarono una lotta che avrebbe visto la fine solo nel 1640, quando il Dalai Lama invocò l'intervento del protettore mongolo che distrusse l'esercito dello Tsang, consegnando al patriarca il paese nuovamente unificato.
La crescente influenza dei mongoli spinse il quinto Dalai Lama Ngawang Lobsang Gyatso (1617-1682), a chiedere l'intervento della Dinastia Qing, originaria della Manciuria, che all'epoca dominava il territorio della Cina, e nel 1720 le truppe imperiali occuparono Lhasa sconfiggendo i nord-asiatici ed instaurando al potere il lignaggio dei Dalai Lama, che da questo momento sarebbero rimasti fino ai giorni nostri gli incontrastati dominatori della scena politica tibetana. Anche questa data segna una tappa delle rivendicazioni cinesi sull'altopiano. I Qing si videro riconosciuti ampi territori in cambio del loro intervento, ed imposero l'insediamento di un loro rappresentante, chiamato amban, a Lhasa.

### L'influenza politica dell'occidente
Il primo europeo a entrare in territorio tibetano fu forse Marco Polo, che vi arrivò dal Ladak prima di arrivare in Cina dopo il 1270 (ved. Il Milione). Sicuramente documentato è Odorico da Pordenone (1314-1330?), che vi passò durante il suo viaggio di ritorno da Kambaluk e visitò anche Lhasa.
Nel 1716, con l'arrivo del gesuita Ippolito Desideri a Lhasa, iniziarono i primi contatti con l'occidente. Nel 1774 la prima missione britannica entrò in Tibet, seguita dall'invasione dei gurka nepalesi, che venne respinta grazie all'intervento delle truppe cinesi chiamate in soccorso dai tibetani.
Nel 1904 l'India britannica, approfittando dei disordini interni all'impero cinese, invase temporaneamente il Tibet arrivando fino alla capitale costringendo il Dalai Lama a fuggire in Mongolia ed i suoi rappresentanti a firmare un accordo che instaurò nel paese l'influenza degli europei. Paghi del risultato i britannici si ritirarono l'anno dopo. Solamente nel 1912, con la fine dell'impero cinese, lo Xinjiang, la Mongolia ed il Tibet, in cui il Dalai Lama cacciò gli amban e riprese il pieno potere senza alcuna influenza estera, si autoproclamarono indipendente, benché rivendicati della neonata Repubblica di Cina, secondo quanto scritto nella sua Costituzione.
Approfittando della situazione in Cina, dilaniata da una guerra civile, nonché del rapporto tra i britannici ed i russi, impegnati nel grande gioco per il controllo dell'Asia che fece del Tibet uno Stato cuscinetto, il Dalai Lama governò autonomamente fino al 1950.

### Il XIV Dalai Lama e l'occupazione cinese

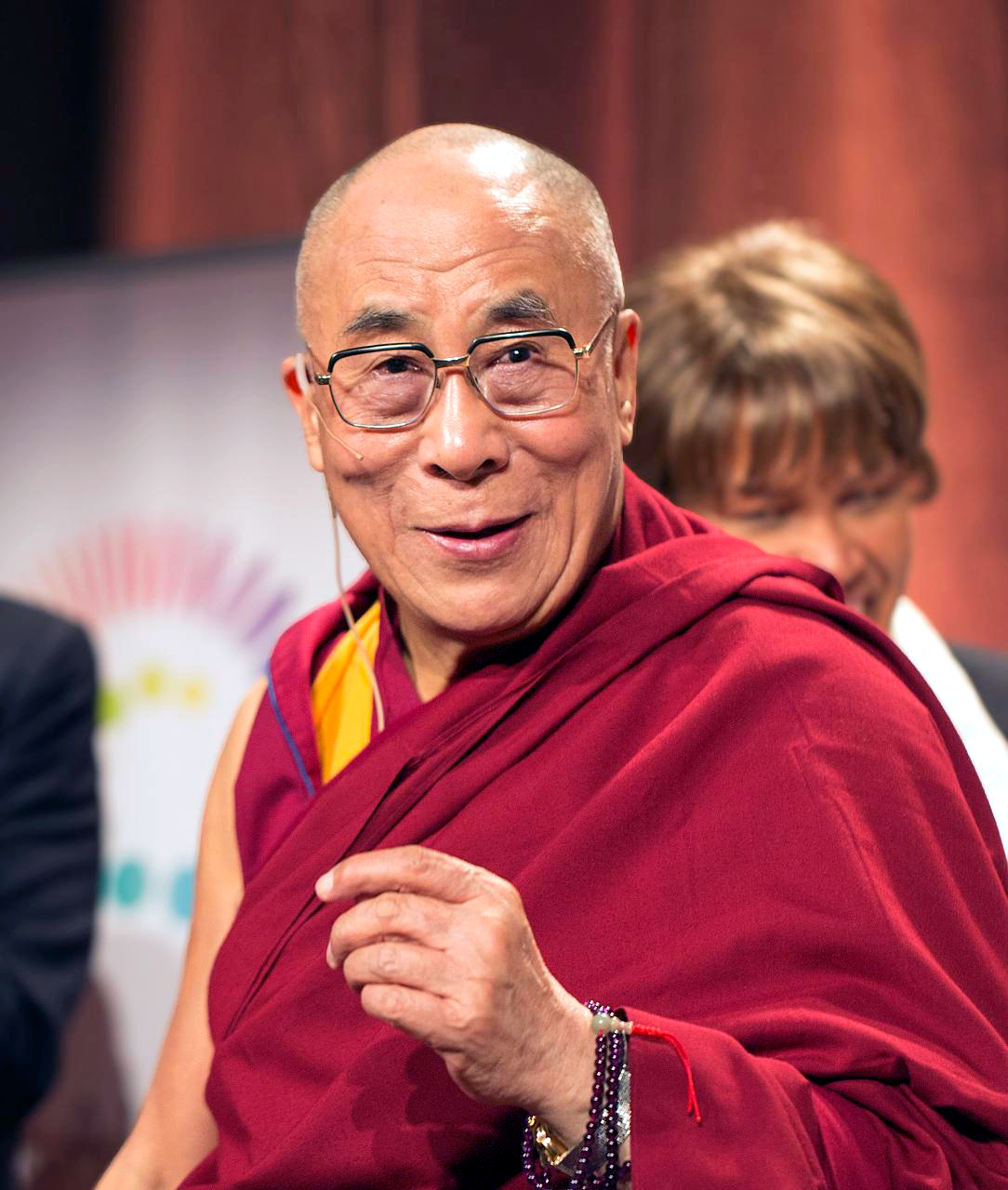
Tenzin Gyatso, attuale Dalai Lama

Dopo la morte del XIII Dalai Lama, avvenuta nel 1933, Tenzin Gyatso venne riconosciuto come la sua reincarnazione nel 1937, all'età di due anni. In una visione profetica attribuita a Padmasambhava (VIII sec.) si racconta che "quando l'uccello di ferro volerà e i cavalli correranno sulle ruote, il Dharma arriverà nella terra dell'uomo rosso e i tibetani saranno dispersi per tutta la terra".
Il 1º ottobre 1949 Mao Zedong proclamò a Pechino la fondazione della Repubblica Popolare della Cina. L'anno seguente l'esercito cinese rioccupò il Kham occidentale, territorio tibetano, ed i reggenti di Lhasa si affrettarono a conferire ufficialmente i poteri governativi al quindicenne Tenzin Gyatso, facendolo provvisoriamente soggiornare nel sud della regione nel timore di una rioccupazione integrale. A seguito delle rassicurazioni in merito da parte dei cinesi, il Dalai Lama rientrò a Lhasa, sforzandosi negli anni successivi di ottenere condizioni di governo meno dure e di gestire gli affari interni del Tibet senza influenze esterne.
Il Tibet era di fatto indipendente poiché non vi erano più rappresentanti cinesi a Lhasa e anche gli inviati del Guomindang erano stati espulsi.
Nel 1951 fu stipulato tra i rappresentanti di Pechino e quelli di Lhasa l'accordo dei 17 punti, che sarebbe in seguito stato disconosciuto da entrambe le parti, in base al quale i tibetani riconoscevano la sovranità cinese e permettevano l'ingresso a Lhasa di un contingente dell'esercito per programmare il graduale inserimento delle riforme per l'integrazione del Tibet nella Cina, tra le quali l'abolizione della servitù della gleba, istituto giuridico pienamente in vigore all'epoca, e del quale gli stessi monasteri buddisti facevano uso. Le autorità cinesi si impegnarono in cambio a non occupare il resto del paese e a non interferire nella politica interna, la cui gestione veniva lasciata al governo tibetano, ma prendendosi carico di tutte le relazioni tibetane con l'estero.
La rivolta del 1959 del popolo di Lhasa contro il governo cinese fu repressa nel sangue dalle truppe di Pechino, che provocarono circa 65 000 vittime e deportarono altre 70 000 persone, mentre il Dalai Lama fuggì in India insieme al suo governo, a una parte dell'élite feudale e ad alcuni monaci, giudicando rischiosa la permanenza e ritenendo vani ulteriori sforzi di mediazione con i governanti cinesi. La risposta cinese fu l'occupazione integrale del Tibet e la dichiarazione di illegittimità del governo tibetano.
Il Tibet fu frazionato, buona parte dei suoi territori fu assegnata alle province cinesi del Qinghai, del Gansu, del Sichuan e dello Yunnan. La parte rimasta divenne nel 1964 la Regione Autonoma del Tibet, una provincia della Cina a statuto speciale. La rivoluzione culturale che ebbe luogo dal 1965 al 1976 portò studenti ed estremisti cinesi a condannare come antirivoluzionaria ogni forma d'opinione diversa dalla loro e molti monasteri, templi e forme d'arte vennero distrutte.
Il Dalai Lama non è più ritornato nell'altopiano ed i vari appelli, le conferenze e gli incontri segreti organizzati dalla comunità in esilio non hanno apportato sostanziali cambiamenti né hanno smosso la comunità internazionale, i cui governi riconoscono la sovranità della Cina sul paese. Nel gennaio del 2000 fuggì dal Tibet anche uno dei due candidati alla carica di Karmapa Lama (la terza più alta personalità del lamaismo dopo il Dalai Lama e il Panchen Lama), che attraversò a piedi l'Himalaya per incontrare il Dalai Lama a Dharamsala in India, sede del governo tibetano in esilio.

## Bandiera

Bandiera del Tibet prima del 1950, introdotta da Thubten Gyatso nel 1912 e utilizzata dal Governo tibetano in esilio e, per questo, vietata dalle autorità cinesi in quanto da queste ritenuto simbolo di separatismo

La bandiera tibetana è proibita in Cina: chi la possiede e la mostra rischia pene detentive molto severe in base all'accusa di "separatismo". La complessa bandiera entrata in uso dopo il 1920 e prima del 1926, che sventolò sul Paese sino al 1959 - e continua a sventolare in esilio - è densa di simboli. I due leoni di montagna (kilin) rappresentano i poteri temporale e spirituale; essi reggono la ruota dello yin e yang, vale a dire il principio infinito di causa ed effetto. Più in alto, fiammeggianti, i tre gioielli supremi del buddhismo, il Buddha, il Dharma (la legge) e il sangha (i monaci, custodi della legge). Il tutto è inscritto in un triangolo bianco, che ricorda una montagna innevata, cioè lo stesso Tibet. Il sole sorgente è simbolo di gioia: esso diffonde sei raggi rossi in un cielo blu scuro, che rappresentano le sei stirpi originarie del popolo tibetano (Se, Mu, Dong, Tong, Dru e Ra). Il bordo dorato su tre lati del drappo simboleggia il diffondersi dell'insegnamento del Buddha, che è come l'oro puro. Prima degli anni settanta la bandiera presentava disegno e proporzioni leggermente diversi dagli attuali, pur contenendo le medesime raffigurazioni simboliche.

## Istruzione

### Università
L'Università del Tibet è stata fondata nel 1951.

## Economia

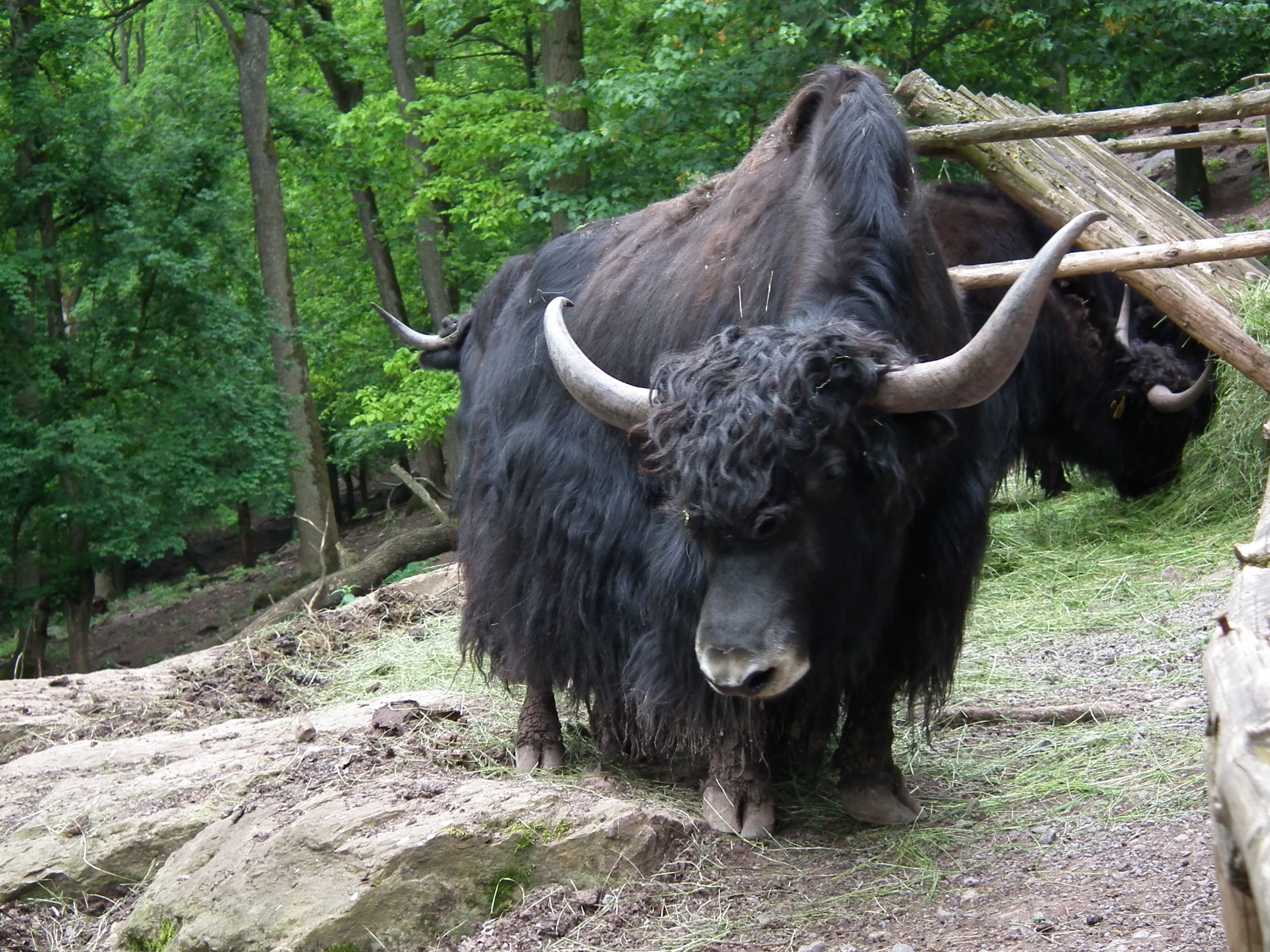
Esemplare di yak

L'economia tibetana è dominata dall'agricoltura e dall'allevamento. Lo yak rappresenta una delle maggiori fonti di sussistenza per le famiglie rurali in quanto viene utilizzato come forza motrice per il lavoro nei campi, per il latte e derivati e per la carne. Gli ultimi anni hanno costituito un'apertura al turismo, quasi esclusivamente interno, recentemente promosso dalle autorità cinesi. La ferrovia del Qingzang che collega Lhasa con Xining contribuirà ad incrementare l'economia.
Con il più alto livello di spesa pubblica pro capite in Cina, la regione autonoma del Tibet, pur essendo ancora povera, sta vivendo un rapido sviluppo economico (10% di crescita nel 2018), permettendo alla classe media di espandersi. Pechino intende promuovere lo sviluppo economico attraverso il turismo e l'estrazione mineraria, e poi costruire una rete di infrastrutture per raggiungere il Nepal e l'India come parte delle nuove vie della seta, e migliorare l'integrazione della popolazione. Nonostante una politica di discriminazione positiva nel lavoro pubblico urbano, i tibetani sono ancora sottorappresentati. Così, anche se la regione è ufficialmente definita "autonoma", la grande maggioranza degli alti funzionari sono Han (il gruppo etnico maggioritario in Cina) e i progetti sono per lo più decisi da Pechino. Nel 2018, trentaquattro milioni di turisti (+31,5% rispetto al 2017), soprattutto cinesi, hanno visitato il Tibet.
L'aspettativa di vita degli abitanti del Tibet è aumentata da 35,5 anni nel 1951 a 71,1 anni nel 2019.

## Cultura

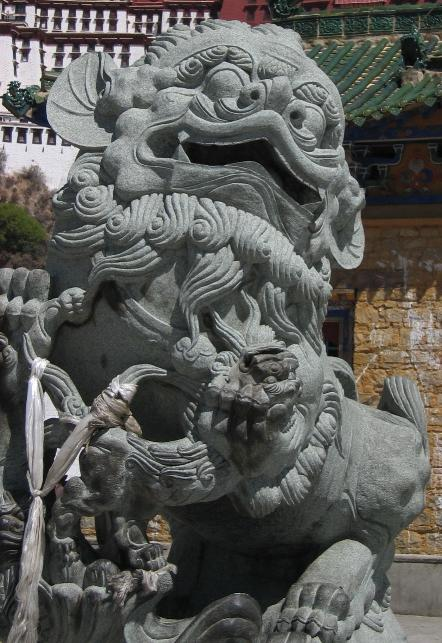
Leone di pietra a guardia del Palazzo del Potala

Il Tibet rappresenta il centro tradizionale del Buddhismo tibetano, una forma distintiva del Buddhismo Vajrayāna. Il buddhismo tibetano è praticato anche in Mongolia ed è anche largamente praticato dai Buriati nella Siberia meridionale. 
Presso le popolazioni tibetane, in specie delle regioni nord-orientali, è, nonostante le persecuzioni che ha subito fino al XIX secolo, ancora largamente praticato l'ancestrale sciamanesimo pagano pre-buddhista, conosciuto come religione Bön. Il contatto con Buddhismo e Induismo vi ha provocato profonde trasformazioni in senso sincretistico, come ad esempio la nascita di congregazioni e conventi di Lama.
Nelle città è presente anche una piccola comunità di musulmani, conosciuti come Kachee (o Kache), la cui origine deriva da tre regioni: Kashmir (Kachee Yul nell'antico Tibet), Ladakh e paesi centro asiatici turchi. L'influenza islamica in Tibet proviene anche dall'antica Persia. C'è anche una consolidata comunità di musulmani cinesi (Gya Kachee) di etnia Hui cinese. Sembra che le popolazioni provenienti da Kashmir e Laddakh emigrarono verso il Tibet a partire dal XII secolo. I matrimoni e le interazioni graduali hanno portato ad un ampliamento della comunità islamica tibetana nei pressi di Lhasa.
Piccole comunità cristiane, sia nestoriane che cattoliche, vi svolgono un'esistenza al limite della semi-clandestinità. Fino ad un recente passato, fra gli abitanti del Tibet, il cui fondo culturale remoto è essenzialmente matriarcale, era diffusa la "diandria". Era costume corrente che le donne sposassero due uomini, di solito fratelli o comunque parenti.
Il Governo cinese, a partire dalla Grande rivoluzione culturale, ha cercato di distruggere i simboli tradizionali della cultura originale tibetana demolendo monasteri, incarcerando monaci e limitando o, addirittura, proibendo (per i funzionari pubblici, le guide turistiche ed altri mestieri) di professare la loro religione e operando vandalismi in alcuni luoghi sacri ai tibetani. Tuttavia sono stati preservati e parzialmente ristrutturati alcuni palazzi per incrementare il turismo, soprattutto interno.

## Festività
Le tre principali festività tibetane sono:
- Losar (Capodanno tibetano)
- Saga Dawa (festa del quarto mese)
- Shoton (festa dello yogurt)